# Товариш Артем (броньовик)
Броньови́к «Товари́ш Арте́м» (з 12 (25) червня 1919 року — «Полковник Туцевич») — бронеавтомобіль марки «Фіат» періоду Громадянської війни в Росії, у складі Робітничо-селянської Червоної армії (РСЧА). Отримав популярність в результаті боїв за Харків 11 (24) червня 1919 року між Добровольчою армією і РСЧА, коли чинив запеклий опір  військам Білого руху. Командир — Юзеф Станкевич.
Захоплений 11 (24) червня 1919 року в центрі міста Харкова на Миколаївській площі. Екіпаж броньовика схоплений і розстріляний на площі, а сам панцерник перейменований на  «Полковник Туцевич» і зарахований до складу дроздівських частин. Пам'ять екіпажу бронепоїзда «Товариш Артем» в радянський період було вшанована  меморіальною дошкою на будинку Харківської міської ради  Згідно з Закон № 317-VIII «Про засудження комуністичного та націонал-соціалістичного (нацистського) тоталітарних режимів в Україні та заборону пропаганди їхньої символіки» меморіальну дошку демонтували.

### Броньовик у першій половині 1919 року

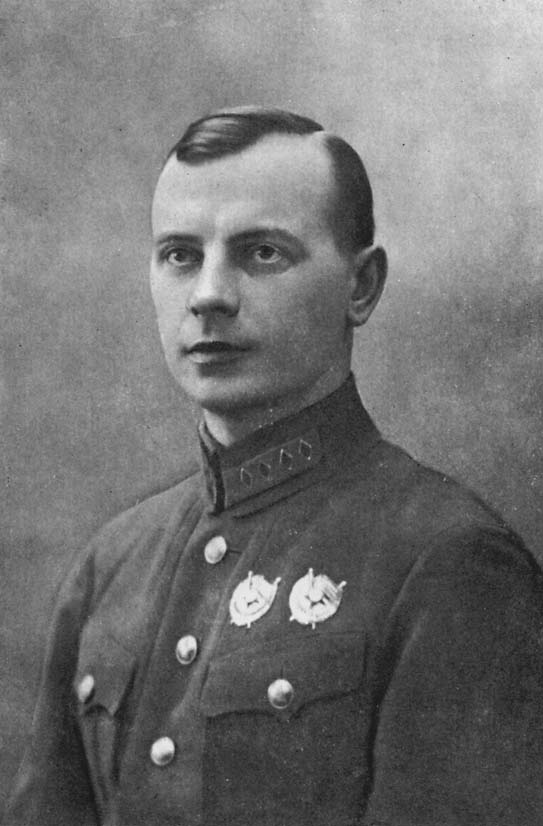
Олексій Селявкін, командир Автоброньового дивізіону особливого призначення при РНК УРСР, до складу якого був зарахований броньовик «Товариш Артем»

Як пише один з засновників радянських бронетанкових військ Олексій Селявкін, в лютому 1919 року з ініціативи секретаря ЦК КП (б) У Станіслава Косіора, заступника голови Раднаркому УРСР Артема і заступника Народного комісара з військових справ Валерія Межлаука на базі автоброньового загону Південного фронту був сформований « Автоброньовий дивізіон особливого призначення при Раді Народних Комісарів України », до складу якого увійшов броньовик з назвою « Товариш Артем ».  До складу дивізіону крім нього увійшли машини «Валерій Межлаук», «Володимир Ленін», «Яків Свердлов», «Климент Ворошилов», «Стрибок», «Вся влада Радам» і інші.
У березні 1919 року панцерник «Товариш Артем» в складі дивізіону брав участь у придушенні повстання піхотного полку в Білгороді, в травні 1919 року — придушував повстання 6-ї української радянської дивізії під керівництвом  отамана Никифора Григор'єва. На початку червня 1919 року броньовик брав участь у боях з махновськими загонами.
3 (16) червня 1919 року дивізіон був переданий в оперативне підпорядкування командарму Клименту Ворошилову для посилення 14-ї армії, яка в цей період вела оборонні бої проти Добровольчої армії в Донецькому басейні. 6 (19) червня 1919 року дивізіон прибув до Катеринослава і вступив в бій під Новомосковськом.  Після цього командиру панцерника  «Товариш Артем» була поставлена інша задача — згідно з розпорядженням харківського коменданта Павла Кіна, він був направлений в Харків для прикриття міста.

### Під час бою в Харкові
11 (24) червня 1919 року броньовик знаходився на Чугуївському шосе, виконуючи завдання прикриття південно-східної частини Харкова від наступу козачих частин і відходив в сторону центра міста через Кінну площу, плануючи з'єднатися з частинами РСЧА в районі Холодної гори. У центрі міста близько 5 години вечора він зустрів великі підрозділи Білої армії, що вступили в місто з боку Харківської електричної станції і Ковальської вулиці.
- Олексій Селявкін, командир дивизиону, до складу якого входив панцерник «Товариш Артем», пише про цей епізод таке:
- Після виконання бойового завдання броньовик повертався до Харкова, який вже був зайнятий противником. Пробиваючи зі кулеметним вогнем вулицями Харкова, бронемашина була піддана кулеметного і артилерійського обстрілу противника. На розі Московської вулиці і Петровського провулка (нині - пров. Короленка) бронемашина врізалася в гущу ворога і вела нищівний вогонь з кулеметів … Залишилося багато убитих денікінців.
Селявкін в 1971 році писав, що броньовик зупинився «з незалежних від команди причин, через пошкодження двигуна», а в 1966 році він свідчив, що бронеавтомобіль зупинився через те, що «на підйомі залишки палива злилися в задні відсіки бака і подача бензину припинилася»[10].

### Арешт і розстріл екіпажу
Інформація про завершення бою кардинально відрізняється в свідченнях представників протиборчих сторін.
Селявкін пише: «Захопивши екіпаж бронемашини, білогвардійці звірячому знущалися над ними, кололи багнетами, били шомполами, а привівши на Миколаївську площу (тепер - Конституції), розстріляли».

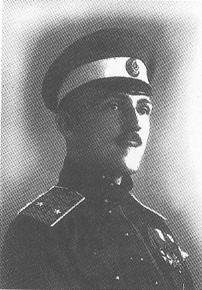
Полковник Антон Туркул, командир дроздівців, солдати якого року у Харкові захопили броньовик «Товариш Артем» та його екіпаж.

При цьому Туркул пише, що членів екіпажу броньовика, захоплених живими в полон, дроздівці намагалися захистити від розправи натовпу, який зустрічав білогвардійські частини:« Натовп вже ходив ходуном навколо купки полонених. Я вперше побачив тут лють натовпу, жахливу і огидну. У тисняві ми повели команду броньовика. Їх били палицями, парасольками, на них плювали, жінки кидалися на них, дряпали їм лиця. Конвоїри відтягали одних,  кидалися інші. Нас абсолютно затіснили. З жадібною люттю натовп кричав нам, щоб ми прикінчили матросню на місці, що ми не сміємо відводити їх, звірів, чекістів, мучителів. Якийсь старий тряс мені руки з плачем: "Куди ви їх ведете, стріляйте на місці, як вони розстріляли мого сина, дочку».

## Подальші події
Панцерник після захоплення дроздівцями отримав назву «Полковник Туцевич», в честь загиблого 2 або 3 червня 1919 року в бою під Лозовою командира 1-ї дроздівської батареї полковника В'ячеслава Туцевича.

## Пам'ять
5 листопада 1957 року, в честь 40-річчя Жовтневої революції у Харкові на місці розстрілу екіпажу (у той період — Площі Радянської України), на фасаді будівлі Харківської міської ради (в той час — Харківського виконавчого комітету Ради народних депутатів) була встановлена меморіальна дошка в пам'ять про загиблий екіпаж. На початку 2010-х років дошка була оновлена. В 2018-му демонтована.